# Saliha (Sängerin)

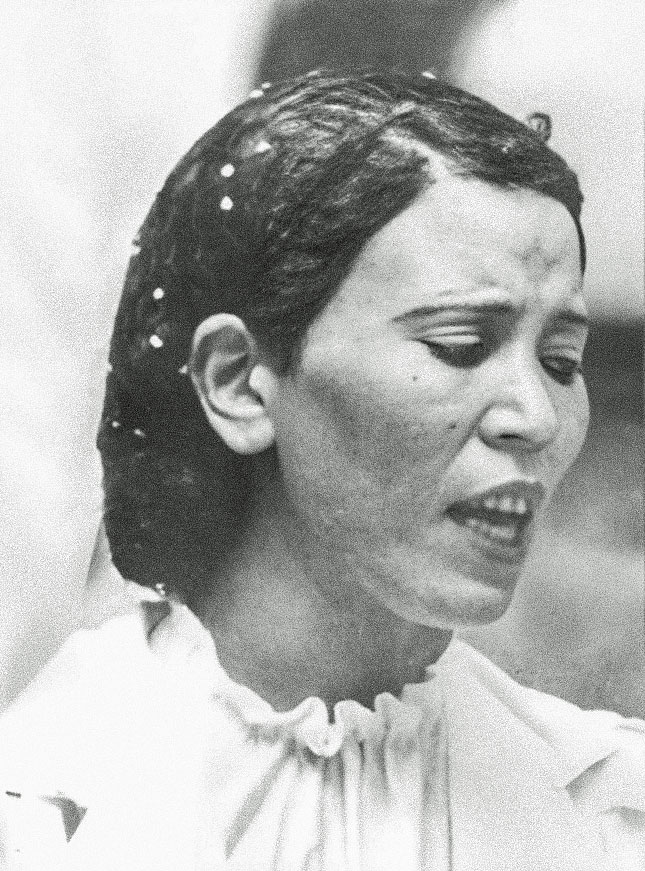
Saliha

Saliha (arabisch صليحة, DMG Ṣalīḥa, geboren als Salouha Ben Ibrahim Ben Abdelhafidh 1914 in Nebeur im Gouvernement Kef; gestorben 26. November 1958 in Tunis) war eine tunesische Sängerin.

## Leben

### Jugend
Die Suche nach Arbeit zwang ihren Vater Ibrahim, der aus Souq Ahras in Algerien stammte, und ihre Mutter, von Algerien nach Mateur in Tunesien zu ziehen. Später zog die Familie in die Hauptstadt Tunis. Saliha und ihre ältere Schwester Eljia arbeiteten als Dienstmädchen in der Familie von Mohamed Bey (Bruder von Moncef Bey), in deren Haus damals große Künstler ein und aus gingen, um die Töchter des Hauses in Gesang und verschiedenen Instrumenten zu unterrichten.
In diesem Umfeld begann Saliha, ihre eigenen künstlerischen Fähigkeiten zu entwickeln, indem sie die Gesänge der Prinzessinnen mit einer beduinischen Note nachahmte. 1927 wechselte sie als Dienstmädchen in das Haus der Sängerin Badria in der Rue El Bacha in Tunis. Ihre Gesangsbegabung wurde dort erstmals von dem Anwalt Hassouna Ben Ammar entdeckt. Der plötzliche Tod ihrer beiden jüngeren Brüder und die Scheidung ihrer Eltern waren schwere Schicksalsschläge für sie. Während ihre ältere Schwester ihrem Vater folgte, zog Saliha es vor, bei ihrer Mutter zu bleiben. Sie wurde sehr jung verheiratet und dachte, die Gründung einer eigenen Familie würde ihr Halt geben. Sie bekam drei Kinder, von denen nur die Tochter Choubeila überlebte. Ihre Ehe zerbrach.

### Populäre Sängerin
Saliha lernte Béji Sardahi kennen, einen Oud-Spieler und Leiter eines Orchesters, in dem u. a. Ibrahim Salah an der Qanûn und Kaddour Srarfi an der Geige spielten. Sardahi nahm sie unter dem Künstlernamen Soukeina Hanem in sein Orchester auf und schrieb für sie einige Lieder auf Tunesisch. 1938 stand sie zum ersten Mal auf der Bühne. Anlässlich der Einweihung von Radio Tunis sang sie im Stadttheater von Tunis bei einem Konzert, das live im Radio übertragen wurde. Anschließend traf sie auf Mustapha Sfar, den Gründer von La Rachidia, der sie in seinem Orchester aufnahm, das damals von der Sängerin Chafia Rochdi geprägt war.

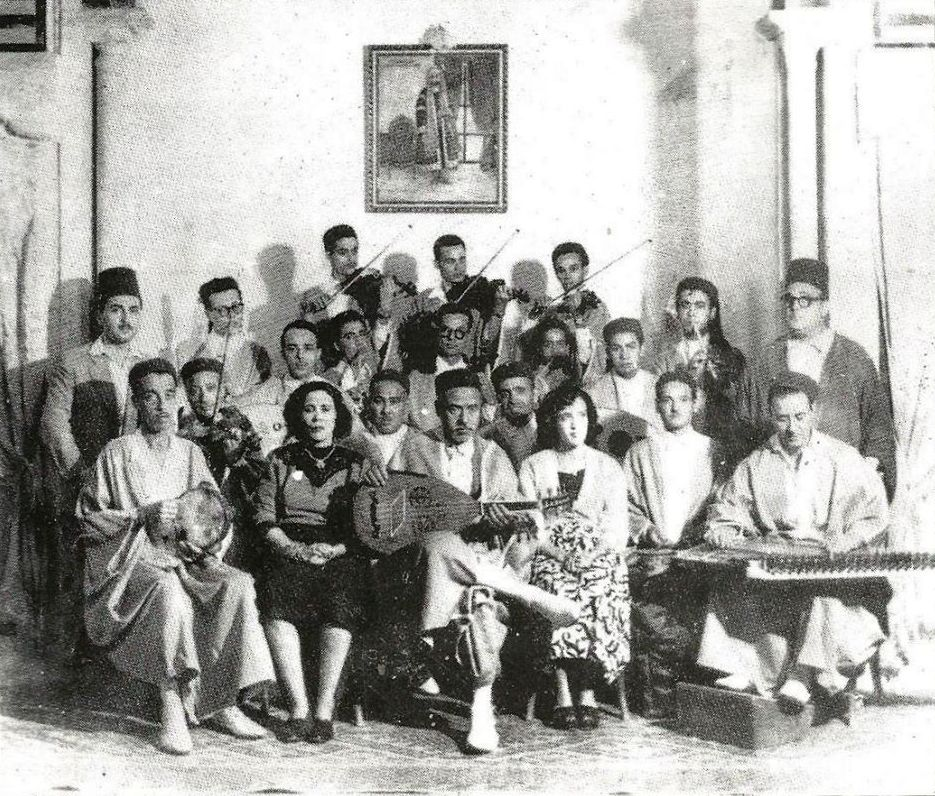
Saliha (erste Reihe, zweite von links) als Mitglied von La Rachidia

Saliha erhielt ein monatliches Gehalt und eine Wohnung, deren Miete von La Rachidia übernommen wurde. Im Gegenzug verpflichtete sie sich, nur für La Rachidia zu singen. Die Musiker Khemaïs Tarnane, Mohamed Triki und Salah El Mahdi komponierten für sie eine Reihe von Liedern, deren Texte von berühmten Dichtern des Künstlertreffpunkts Taht Essour geschrieben wurden. Die Lieder waren von Anfang an so erfolgreich, dass der Komponist und Orchesterleiter Abdelhamid Ben Aljia sagte: „Saliha und La Rachidia sind eins geworden“. Sie war sehr erfolgreich, wurde von der Kritik hoch gelobt, hatte jedoch mehrere unglückliche Beziehungen und begann zu trinken. Schließlich trennte sie sich von La Rachidia, um einen unabhängigen künstlerischen Weg einzuschlagen.
Nach einer erfolgreichen Solo-Karriere erkrankte sie schwer, schlug aber den Rat der Ärzte, das Bett zu hüten, aus. Ende 1957 sang sie in El Kef in Begleitung von Ridha Kalaï. Als sie die Bühne verließ, brach sie zusammen und musste operiert werden. Sie war drei Monate lang ans Bett gefesselt, kehrte aber verfrüht auf die Bühne zurück.

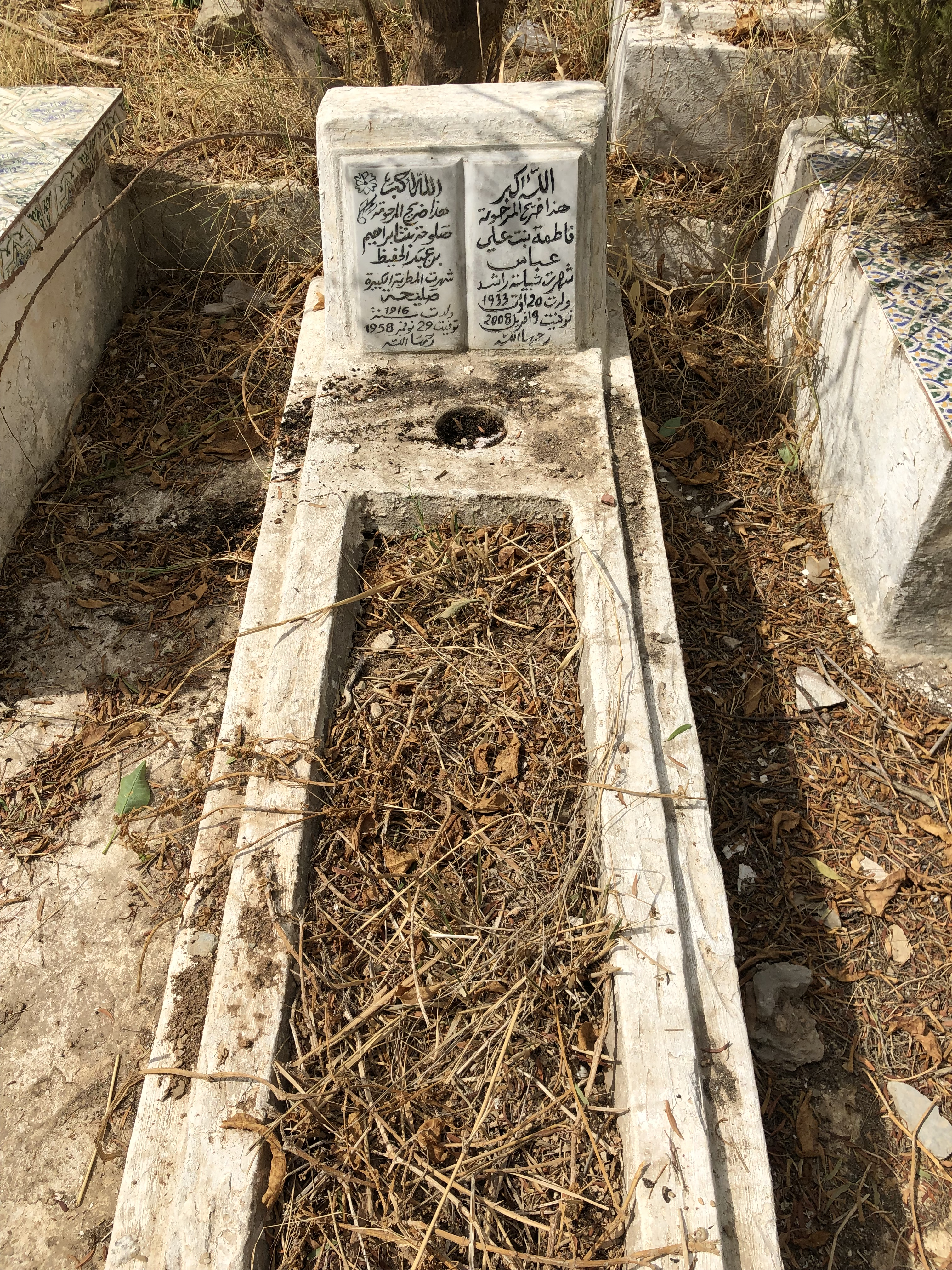
Grab von Saliha und ihrer Tochter Choubeila Rached auf dem Djellaz Friedhof

### Lebensende
Von der Krankheit gezeichnet trat Saliha am 10. November 1958 im Stadttheater von Tunis bei einem gemeinsamen Konzert mit Sängern aus den Maghreb-Ländern zum letzten Mal öffentlich auf. Sie konnte nicht mehr ohne Unterstützung stehen und sang, indem sie sich auf einen Stuhl stützte. Vierzehn Tage später, nach einer zweiten Operation, starb sie am 26. November 1958 im Alter von 44 Jahren in einer Klinik in Tunis. Ihr Tod war ein nationales Ereignis: Dem Trauerzug folgen fast 20.000 Menschen.

## Ehrungen
1957 erfuhr der tunesische Präsident Habib Bourguiba, dass der „Stern der Rachidia“ erkrankt war. Er ehrte sie, indem er an einem ihrer Konzerte teilnahm und ihr gratulierte.
Die tunesische Post gab am 21. Dezember 1998 eine Briefmarke mit ihrem Konterfei als Teil einer Briefmarkenserie heraus, zu der auch Ali Riahi und Kaddour Srarfi gehören.
Zu Salihas 50. Todestag widmete das Festival de Carthage 2008 der Sängerin unter der Leitung von Kamel Ferjani einen ganzen Abend mit dem Titel „Om lahsan ghannat“, der eines ihrer bekanntesten Lieder zitierte.
Anlässlich von Salihas 100. Geburtstag veranstaltete die Dirigentin Amina Srarfi am 5. April 2014 eine musikalische Aufführung im Stadttheater von Tunis.
Im Kulturzentrum Espace El-Kasbah von Le Kef findet alle zwei Jahre ein Saliha-Festival statt. 2014 wurde das Festival anlässlich ihres 100. Geburtstages besonders aufwendig gestaltet.

## Repertoire (Auswahl)
| Titel                          | Name im Original         | Dichter/Liedtexter    | Komponist       |
| ------------------------------ | ------------------------ | --------------------- | --------------- |
| Touness elyoum brat            | تونس اليوم برات          | Ahmed Kheireddine     | Salah El Mahdi  |
| Ya khdoud et-toffah            | ياخدود التفّاح            | Belhassen Ben Chedly  | Salah El Mahdi  |
| Om lahsan ghannat              | أم الحسن غنّات            | Arbi Kabadi           | Khemaïs Tarnane |
| Mridh fani                     | مريض فاني                | Othmane El Gharbi     | Salah El Mahdi  |
| Aàïoun soud                    | عيون سود                 | Mohamed Marzouki      | Mohamed Triki   |
| Ya khil salem                  | يا خيل سالم              | unbekannt             | unbekannt       |
| Men frag ghzali                | من فراق غزالي            | unbekannt             | unbekannt       |
| Bakhnoug                       | بخنوق                    | unbekannt             | unbekannt       |
| Kif dar kass el hobb           | كيف دار كاس الحب         | Hédi Dhab             | Khemaïs Tarnane |
| Habbitha ma lgit menha manja   | حبّيتها ما لقيت منها منجى | Mohamed Marzouki      | Salah El Mahdi  |
| Na wejjemel frida              | نا والجمال فريدة         | unbekannt             | unbekannt       |
| Sag najàek sag                 | ساق نجعك ساق             | unbekannt             | unbekannt       |
| Aàordhouni zouz sbaya          | عرضوني زوز صبايا         | unbekannt             | unbekannt       |
| Nenni ahna mnam                | ننّي أهنى منام            | Hédi Laâbidi          | Khemaïs Tarnane |
| Fel ghorba fenani              | في الغربة فناني          | unbekannt             | unbekannt       |
| Chargi gheda bezzine           | شرق غدا بالزين           | unbekannt             | unbekannt       |
| Màa el àazzaba                 | مع العزّابة               | unbekannt             | unbekannt       |
| Rabbi àatani kol chay bekmalou | ربّي عطاني كل شي بكمالو   | Belhassen Ben Chedly  | Khemaïs Tarnane |
| Dar el falak                   | دار الفلك                | Abdelmajid Ben Jeddou | Salah El Mahdi  |
| Ya khlila                      | ياخليلة                  | Ali Ameur             | Salah El Mahdi  |
| Wadaàouni                      | وادعوني                  | unbekannt             | unbekannt       |
| Ya khaïna                      | ياخاينة                  | Ahmed Kheireddine     | Khemaïs Tarnane |
| Hozt-al-baha                   | حزت البها                | Othmane El Gharbi     | Khemaïs Tarnane |
| Yalli boodek dhayaà fekri      | يلّي بعدك ضيّع فكري        | Jalaleddine Naccache  | Khemaïs Tarnane |
| Sag najàak ber-ranna           | ساق نجعك برنّة            | Kaddour Srarfi        | Kaddour Srarfi  |
| Hajr el Habib                  | هجر الحبيب               | Mustapha Agha         | Khemaïs Tarnane |
| Awtari-w-oudi                  | أوتاري و عودي            | Ahmed Kheireddine     | Salah El Mahdi  |
| Ya laimi àazzine               | يا لايمي على الزّين       | Jalaleddine Naccache  | Mohamed Triki   |
| Ghzali nafar                   | غزالي نفر                | Mohamed Marzouki      | Khemaïs Tarnane |
| Mouhal kelmet ah               | محال كلمة آه             | Ahmed Kheireddine     | Khemaïs Tarnane |

## Sekundärliteratur.
- Mohamed Boudhina: Saliha 1914-1958. Mohamed Boudhina, Hammamet 1996, ISBN 9973-26-059-7 (französisch).